# Harold Balfour
Harold Harington Balfour (1er novembre 1897 - 21 septembre 1988), est un homme politique du Parti conservateur au Royaume-Uni et un as de l'aviation de la Première Guerre mondiale. En tant que sous-secrétaire d'État à l'Air en 1944, il joue un rôle déterminant dans la création de l'Aéroport de Londres-Heathrow.

## Les premières années
Balfour est né à Camberley, Surrey, le 1er novembre 1897 du colonel Nigel Harington Balfour (1873-1955) et de Grace AA Maddocks, et fait ses études à la Chilverton Elms School, Douvres, Kent, et plus tard au Royal Naval College, Osborne, île de Wight. Il quitte le Royal Naval College après deux ans en raison d'une combinaison d'indiscipline et de mauvaise santé, et termine ses études à la Blundells School dans le Devon .

## Aviateur et as de la chasse

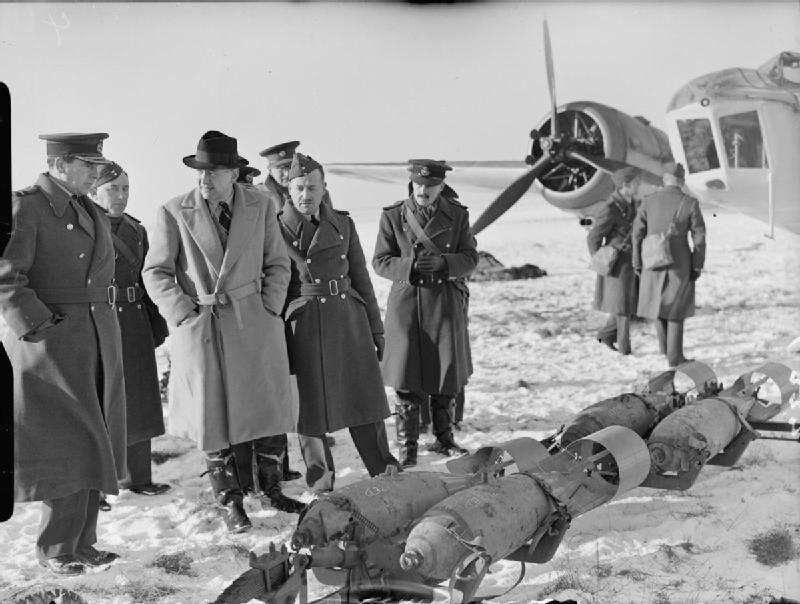
Pendant la Seconde Guerre mondiale, le sous-secrétaire d'État à l'Air, HH Balfour, interroge un Air Commodore sur des bombes GP de 250 lb, qui sont sur le point d'être chargées dans un Bristol Blenheim Mark IV de l'Advanced Air Striking Force en France.

Balfour rejoint le 60th Rifles en 1914 et sert en France pendant trois mois avant d'être transféré au Royal Flying Corps. Après l'entraînement, il est affecté au 60e Escadron. En 1917, il sert avec le 43e Escadron lorsqu'il abat deux avions ennemis alors qu'il pilote un Sopwith 1½ Strutter. Il est blessé dans un accident et passe à la School of Special Flying, No. 40 Squadron, puis retourne au No. 43 Squadron. Pilotant maintenant le Sopwith Camel il remporte 7 autres victoires et est promu major. Balfour prend ensuite le commandement d'une école de formation jusqu'en 1919. Il est secrétaire particulier et aide de camp du vice-maréchal de l'Air Sir John Salmond de 1921 à 1922, et aide de camp temporaire de Samuel Hoare, secrétaire d'État à l'Air, en 1923. Il prend sa retraite de la Royal Air Force en 1923 pour poursuivre une carrière dans le journalisme et les affaires. Balfour est interviewé le 30 septembre 1978 par l'historienne de l'art Anna Malinovska. L'interview est reproduite dans Voices in Flight (Pen & Sword Books, 2006).

## Politique
Balfour se présente à Stratford sans succès en 1924 et est élu en 1929 député pour l'île de Thanet. Il sert dans le ministère de l'Air à partir de 1938 et est ministre résident en Afrique de l'Ouest de 1944 à 1945. Il prête serment en tant que membre du Conseil privé du Royaume-Uni en 1941. Il quitte la Chambre des communes en 1945 et est élevé à la pairie en tant que baron Balfour d'Inchrye, de Shefford dans le comté de Berkshire. Balfour est décédé le 21 septembre 1988 à l'âge de 90 ans. Il s'est marié deux fois en 1921 et 1946 avec un fils du premier mariage avec Diana B. Harvey, et une fille du second. Sa seconde épouse est Mary Ainslie Profumo (décédée en 1999), sœur du ministre en disgrâce John Profumo. Le fils de Balfour, l'historien du diamant Ian Balfour (1924-2013), devient le 2e baron Balfour d'Inchrye à la mort de son père ; il épouse Josephina Maria Jane Bernard en 1953 – ils ont une fille.